# Alampur
Alampur è una suddivisione dell'India, classificata come nagar panchayat, di 9.350 abitanti, situata nel distretto di Bhind, nello stato federato del Madhya Pradesh. In base al numero di abitanti la città rientra nella classe V (da 5.000 a 9.999 persone).

## Geografia fisica
La città è situata a 26° 1' 28 N e 78° 47' 33 E e ha un'altitudine di 158 m s.l.m..

## Società

### Evoluzione demografica
Al censimento del 2001 la popolazione di Alampur assommava a 9.350 persone, delle quali 5.071 maschi e 4.279 femmine. I bambini di età inferiore o uguale ai sei anni assommavano a 1.486, dei quali 800 maschi e 686 femmine. Infine, coloro che erano in grado di saper almeno leggere e scrivere erano 5.700, dei quali 3.672 maschi e 2.028 femmine.